# 1610 Mirnaya
1610 Mirnaya este un asteroid din centura principală, descoperit pe 11 septembrie 1928, de Pelagheia Șain.